# Neacomys musseri
Neacomys musseri é uma espécie de roedor da família Cricetidae. Pode ser encontrada no Brasil e no Peru.